# Młodzieżowe Mistrzostwa Polski Par Klubowych na Żużlu 1985
Młodzieżowe Mistrzostwa Polski Par Klubowych na Żużlu 1985 – zawody żużlowe, mające na celu wyłonienie medalistów młodzieżowych mistrzostw Polski par klubowych w sezonie 1985. Rozegrano eliminację wstępną, dwa turnieje półfinałowe oraz finał, w którym zwyciężyli żużlowcy Stali Gorzów Wielkopolski.

## Finał
- Bydgoszcz, 8 maja 1985
- Sędzia: Aleksander Chmielewski

| Miejsce | Kluby                | Suma | Zawodnicy                                               | Punkty                                           |
| ------- | -------------------- | ---- | ------------------------------------------------------- | ------------------------------------------------ |
| złoto   | Stal Gorzów Wlkp.    | 25   | Ryszard Franczyszyn Mirosław Daniszewski Cezary Owiżyc  | 12 (1,2,3,2,2,2) 13 (2,1,1,3,3,3) ns             |
| srebro  | Polonia Bydgoszcz    | 24   | Ryszard Dołomisiewicz Piotr Glücklich Krzysztof Ziarnik | 11 (3,u,3,3,d,2) 7 (1,3,1,2,–,–) 6 (–,–,–,–,3,3) |
| brąz    | Falubaz Zielona Góra | 19   | Zbigniew Błażejczak Sławomir Dudek Ryszard Jasinowski   | 3 (2,0,0,0,w,1) 16 (3,2,3,2,3,2) ns              |
| 4       | ROW Rybnik           | 17   | Adam Pawliczek Eugeniusz Skupień Janusz Sikoń           | 12 (3,1,2,1,2,3) 5 (0,0,0,3,1,1) ns              |
| 5       | Śląsk Świętochłowice | 15   | Antoni Bielica Krzysztof Bas Joachim Wraniak            | 8 (d,3,3,2,0,d) 7 (1,2,2,0,1,1) ns               |
| 6       | Apator Toruń         | 13   | Stefan Tietz Piotr Maćkiewicz Mariusz Strzelecki        | 9 (3,1,2,1,2,w) 1 (w,1,0,–,–,–) 3 (–,–,–,w,1,2)  |
| 7       | Kolejarz Opole       | 12   | Artur Pyka Alfred Galowy Norbert Gala                   | 4 (w,3,1,0,0,0) 8 (2,2,w,1,2,1) ns               |